# Rhodopis (plante)
Genre
Rhodopis est un genre de plantes à fleurs dicotylédones de la famille des Fabaceae, sous-famille des Faboideae, originaire des Antilles,  qui compte deux espèces acceptées.

## Liste d'espèces
Selon The Plant List (1 octobre 2018) :
- Rhodopis lowdenii Judd
- Rhodopis planisiliqua (L.) Urb.